# Karwinskia
Karwinskia ist eine Gattung aus der Familie der Kreuzdorngewächse (Rhamnaceae). Sie umfasst rund 15 Arten in Nord- und Südamerika sowie der Karibik. Sie ist benannt nach Wilhelm Friedrich von Karwinsky von Karwin  (1780–1855), einem (österreich-ungarisch-)deutschen Geologen und Botaniker.

## Beschreibung
Karwinskia sind immergrüne Sträucher oder kleine Bäume, deren häufig drüsenbesetzte Blätter gegenständig angeordnet stehen.
Die Blüten stehen als gestielte, achselbürtige doldenartige Zymen oder als Einzelblüten. Der Blütenbecher ist schalenförmig bis halbkugelförmig, der mit dem Blütenbecher verwachsene Diskus ist dünn. Der Fruchtknoten ist oberständig und unvollständig zweifächrig, je Fach finden sich zwei Samenanlagen. Die Früchte sind Steinfrüchte mit einem Steinkern und ein bis drei Samen.

## Verbreitung und Systematik
Die Gattung wurde 1832 erstbeschrieben. Die Karwinskia umfassen rund fünfzehn Arten im südlichen Nord- und nördlichen Südamerika sowie der Karibik. Innerhalb der Kreuzdorngewächse wird sie in die Tribus Rhamneae eingeordnet. Zu den Arten zählen:
- Karwinskia calderonii Standl.: Sie kommt in Mexiko, El Salvador, Guatemala und Nicaragua vor.[3]
- Karwinskia humboldtiana (Schult.) Zucc.: Sie kommt in Mexiko und in Texas vor.[3]
- Karwinskia johnstonii R. Fernandez: Sie kommt in den mexikanischen Bundesstaaten Guerrero und Michoacán vor.[3]
- Karwinskia latifolia Standl.: Sie kommt in Mexiko vor.[3]
- Karwinskia mollis Schltdl.: Sie kommt in Mexiko vor.[3]
- Karwinskia parvifolia Rose: Sie kommt in den mexikanischen Bundesstaaten Sinaloa und Sonora vor.[3]
- Karwinskia rzedowskii R. Fernandez: Sie kommt in den mexikanischen Bundesstaaten Zacatecas, Durango und Jalisco vor.[3]
- Karwinskia subcordata Schltdl.: Sie kommt im südlichen Mexiko vor.[3]
- Karwinskia umbellata (Cav.) Schltdl.: Sie kommt im südlichen Mexiko vor.[3]

## Nachweise
1. ↑   Lotte Burkhardt: Verzeichnis eponymischer Pflanzennamen.  Botanic Garden and Botanical Museum Berlin, Freie Universität Berlin, Berlin 2016. ISBN 978-3-946292-10-4, doi:10.3372/epolist2016
2. 1 2 3  D. Medan, C. Schirarend: Rhamnaceae In: Klaus Kubitzki (Hrsg.): The Families and Genera of Vascular Plants - Volume VI - Flowering Plants - Dicotyledons - Celastrales, Oxalidales, Rosales, Cornales, Ericales, 2004, S. 333, ISBN 978-3-540-06512-8
3. 1 2 3 4 5 6 7 8 9   Karwinskia im Germplasm Resources Information Network (GRIN), USDA, ARS, National Genetic Resources Program. National Germplasm Resources Laboratory, Beltsville, Maryland. Abgerufen am 27. April 2017.